# Pentaho
Pentaho — компанія розробник ПЗ, яка розробляє та поставляє ПЗ для виконання бізнес-аналізу, Інтеграція даних, формування звітів, побудови OLAP, побудови процесів ETL та добування даних
Штаб-квартира знаходиться в Орландо, штат Флорида. 
Pentaho була придбана компанією Hitachi Data Systems в 2015 році.
Pentaho пропонує продукти під двома ліцензіями — різновидом відкритої та комерційною. ПЗ під комерційною ліцензією надається через річну підписку та містить додаткові функції. Завдяки відкритої ліцензії продукт має широке коло користувачів, які доповнюють продукт різними додатками.